# サッカーけるける団
『サッカーけるける団』（さっかーけるけるだん）は、島田英次郎による日本のギャグ漫画作品。

## 概要
『伊達グルーヴ』に続いて、島田が週刊少年マガジンで執筆したギャグ漫画。
2002年当時は日韓共催2002 FIFAワールドカップが行われ、サッカーブームが起こっていたが、本作はそれとはまったく関係のない、高校のサッカー部を舞台とした漫画である。第1話は巻頭カラー掲載で、第2話も同時掲載だったが、全12話で終了している。また第9話と第10話の間に、1度休載があった。
単行本は全1巻で全話収録されているが、なぜか表紙に「①」という表記がある。また同書は2008年現在絶版だが、同じ作者の作品『お憑かれさん』の単行本のカバー袖に「KC島田英次郎作品」としてクレジットされている（ただし「絶版」とも書かれている）。これは一種の自虐ネタである模様。

## あらすじ
サッカーを愛する少年・藤田は、サッカーの名門高校である青雲学園に入学した。しかしそこで彼が見たものは、一人の男によって見る影もないおふざけ集団と化したサッカー部であった。
マネージャーのはるかと共に、部を立ち直らせようと奮闘する藤田だが…。

## 登場人物

### 青雲学園サッカー部
県大会ベスト4の実績を誇っていた高校サッカーの名門部であったが、門取平蔵によってまともな部員が皆退部した挙句、ボヤを出したことで半壊状態のベンツを部室代わりにする没落部と化していた。門取の気まぐれによって運営されており、練習・試合・部員勧誘の全てにおいてまともな活動をしていない。なお、顧問についてはまったく触れられなかった。
藤田圭一（ふじた けいいち）
主人公。南中という中学に通っていた頃からサッカー部に入っており、ずっとフォワードを務めていた。名門である青雲で栄光の背番号10番を背負うべく入部するが、門取らに翻弄される日々を送ることになる。インターハイ常連高校のキャプテンからも評価されるほど高い潜在能力を持っている。
性格はいたって真面目だがプレッシャーに弱く、公式大会では1度もPKを決めたことがない。ウサギの守護霊（2羽）が憑いており、ことあるごとに突っ込みを入れられる。
初恋の相手は祈である。
家族は草彅剛ファンの母親が登場している。
本宮はるか（もとみや-）
16歳。藤田の中学時代の先輩で、サッカー部の女子マネージャー。クラスは2年1組。サッカー好きで中学の時もマネージャーを務めていた。
門取によって部が没落してからも退部することはなく、セクハラに耐えながらも部を立て直そうと努力している。勝気ですぐ手が出るが面倒見の良い性格。ただし周りに乗せられやすく、正気を失うこともしばしばある。
いつも門取に苦しめられる悪夢を見てうなされているが、嫌いというわけではないらしい。
練習試合ではメンバー不足を補うべく男装するが、すぐに見破られた。なおその時は10番台の背番号を付けていた。
本宮祈（もとみや いのり）
1年生。はるかの妹だが藤田とは面識はなかった。「なんか楽しそうだから」という理由で入部し、2人目のマネージャーとなる。
性格は明るく素直だが騙されやすい。嘘つきを嫌う。羞恥心に欠けており、露出度の高い服も「可愛い」と平気で着用していた。また男の裸を見ても特に反応しなかった。
料理は肉じゃがなら作れる。
姉共々、校内に隠れファンが多い。
門取平蔵（もんどり へいぞう）
サッカー部のキャプテン。ポジションはゴールキーパーで、背番号は1番。はるかのクラスメート。体重80kg。
常に将棋の駒の模様が入ったアロハシャツを身に付けている。悪条件になるほど勝手に燃える性格。
自分より強い者としか戦わないと主張し、他の部員に下剤を盛るなどの悪事を働いて退部させ、部を没落させた張本人。
練習はまるでしないが、実はサッカーの実力は全ての部員を上回っており、それでショックを受けた部員達が退部したというのが没落の真相だった。
フリーキックに関しては絶対の自信を持つ。また、ボクシングに関しても高い才能を持っている。
円谷（つむらや）
没落後のサッカー部員の1人。背番号8番。オフサイドの意味も知らない、サッカーのド素人。また、試合中にルールを忘れてハンドをしてしまうため、常に両腕に手錠を付けられている。部員一背が低い。
キャプテンの座を狙っており、ことあるごとに門取と衝突する。
岩田兄弟の顔を「コピー商品」とバカにしたり、すぐに激怒したりと性格はかなり悪い。
岩田兄弟（いわたきょうだい）
同じく没落後のサッカー部員で、双子の兄弟。4歳の夏に近所の神社の石段から転落し、人格が入れ替わったという過去を持つ。背番号は兄が5、弟は7。
基本的に門取に従っており、円谷と違ってあまり目立った行動は取らない。
天龍高校との試合で実は六つ子だったことが判明する（門取曰く、この顔が6つも並ぶと嫌だから2人ずつしか出さなかったとのこと）。背番号は2・4・6を付けた者が確認できる。なお下の名前は誰1人明かされなかった。
権藤（ごんどう）
クラスは3年2組。背番号11番で、髭を生やしている。
前年のサッカー部のキャプテンだったが、門取の実力にショックを受けて退部していた。頭をパンチパーマにされたこともあったという。しかし門取に完敗しても向上心を失わない藤田を見て我が身を恥じ、部に復帰した。性格はいたってまとも。
眉の太い男・パイ毛を植毛された男・頬のこけた男
権藤同様、藤田に励まされて部に復帰したメンバー。3人とも名前も背番号も不明。頬のこけた男以外は天龍高校との試合に出場していた。
ボール
門取らがサッカーボール替わりに飼っている小犬。練習時に本当に蹴飛ばしているのかどうかは不明。
皮製のボール
門取がどこからか連れて来た牛で、全部で6頭いる。藤田の冗談を真に受けた門取らによって部員扱いとして飼われることになる。後に野生化していた。
人材派遣会社から来てくれたアルバイトのみなさん
練習試合の際に人数不足を補うため、門取が雇ってきた面々。
リストラ会社員・バンド系フリーター・国籍不明外国人・元印刷工・パート主婦大西の5人で、待遇は交通費込みで日給6000円。1ゴール1000円、1アシスト700円の手当て付き。
5人だけで昨年の県大会準優勝校に圧勝できるほどの戦力を持つ。会社員・外国人・大西は天龍高校との試合で再登場した。